# أوم مالك
أوم مالك (بالإنجليزية: Om Malik) هو صحفي ومؤلف هندي، ولد في 29 سبتمبر 1966 في نيودلهي في الهند.

## وصلات خارجية
- الموقع الرسمي
- أوم مالك على موقع IMDb (الإنجليزية)
- أوم مالك على موقع إن إن دي بي (الإنجليزية)